# Économe diocésain
L'économe diocésain est la personne qui est responsable d'administrer les biens d'un diocèse, d'acquérir les biens nécessaires à son fonctionnement et de rendre compte des recettes et des dépenses du diocèse.

## L'économe diocésain dans leCode de droit canonique de 1983
La fonction d'économe diocésain est définie par le Code de droit canonique de 1983 qui introduit cette appellation qui n'existait pas sous la forme actuelle dans le Code de droit canonique de 1917.
C'est un office ecclésiastique stable qui peut être tenu par un clerc (prêtre ou diacre) ou par un laïc.
Can. 494 - § 1. Dans chaque diocèse l'évêque, après avoir entendu le collège des consulteurs et le conseil pour les affaires économiques, nommera un économe vraiment compétent dans le domaine économique et remarquable par sa probité.
§ 2. L'économe sera nommé pour cinq ans, mais ce temps écoulé, il peut l'être de nouveau pour d'autres périodes de cinq ans; durant sa charge, il ne sera pas révoqué sauf pour une cause grave estimée telle par l'Évêque après qu'il aura entendu le collège des consulteurs et le conseil pour les affaires économiques.  
§ 3. Selon les directives définies par le conseil pour les affaires économiques, il revient à l'économe d'administrer les biens du diocèse sous l'autorité de l'Évêque et de faire, à partir du fonds constitué dans le diocèse, les dépenses que l'Évêque et les autres personnes légitimement désignées par lui auront ordonnées.  
§ 4. À la fin de l'année, l'économe doit rendre compte des recettes et des dépenses au conseil pour les affaires économiques.

### Commentaires
Principe exprimé par la Commission de réforme du CIC  (d’après le titre latin Code de droit canonique = Codex Iuris Canonici) :
« au conseil est confié l’orientation des affaires économiques, à l’économe l’exécution » (Comm., V, 2, 1973, 228-229).